# Taylor Brown
Taylor Darnell Brown (Atlanta, 4 agosto 1989) è un ex cestista statunitense.